# Все захваты разрешены
«Все захваты разрешены», другое название «Без правил» (англ. No Holds Barred) — это американский боевик 1989 года, режиссёра Томаса Дж. Райта, продюсера Майкла Рахмила, сценариста Денниса Хакина, с рестлером Халком Хоганом в главной роли (который указан как исполнительный продюсер наряду с Винсом Макмэном). Фильм принадлежит WWE под брендом Shane Distribution Company и был выпущен New Line Cinema 2 июня 1989 года. Фильм был выпущен через семь лет после появления Хогана в фильме «Рокки 3» и стал его первой главной ролью.

## Сюжет
Рип Томас — чемпион World Wrestling Federation в тяжелом весе, и его выступления на телевидении стали занозой в боку мистера Брелла, главы испытывающей трудности World Television Network. Рип имеет огромный рейтинг, в то время как WTN — самая низкорейтинговая телевизионная сеть. На следующий день после последнего титульного матча Рипа, Брелл пытается уговорить Рипа стать частью его сети, но тот отказывается. Разозленный тем, что ему противостоит человек, которого он считает «задницей качка», Брелль пытается отомстить, но безуспешно — Рип отбивается от его головорезов.
Позже Брелл посещает бар No Count, где придумывает собственную программу реслинга под названием «Битва крутых парней». Шоу становится успешным благодаря появлению Зевса, бывшего заключенного и бывшего протеже тренера Рипа, Чарли. Зевс выигрывает турнир за 100 000 долларов и становится самым ценным бойцом Брелла.
Саманта Мур, корпоративный шпион, послана Бреллом, чтобы соблазнить Рипа. Однако добрый характер Рипа и его преданность благотворительности покоряют её, и она признается рестлеру в своей личности и переходит на его сторону. Брелл узнает об измене Саманты и, поклявшись отомстить, посылает своих подручных похитить и изнасиловать её. Рип останавливает похитителей, бросив одного из них в ствол дерева.
Позже Рип присутствует на благотворительном мероприятии, когда приходят Брелл и Зевс и требуют, чтобы Рип доказал свою честь, сразившись с Зевсом в «Битве крутых парней». Рип, желая подать хороший пример и зная, что рядом находятся дети, отказывается. Тем временем младший брат Рипа Рэнди и его друг Крейг решают сами проверить Зевса, посетив нелегальный бой, проводимый на складе. Увидев, как Зевс побеждает чудовищного Ребара Лоулесса, Крейг сообщает Бреллу и его помощникам, что Рэнди — брат Рипа. Рэнди пытается защищаться, но Зевс жестоко избивает его и отправляет в больницу. Разъяренный Рип принимает вызов Зевса, чтобы отомстить за брата.
В ночь матча Брелл похищает Саманту и приказывает Рипу продержаться десять минут, а затем проиграть бой, чтобы спасти её жизнь. Когда начинается бой, Саманта сбегает, но в тот момент, когда головорезы Брелла загоняют её в угол, Чарли и Крейг спасают её и побеждают плохих парней. Вернувшись на арену, Зевс одерживает верх в начале боя, безжалостно избивая Рипа и даже пытаясь убить его, вырвав один из стальных столбов и пытаясь вонзить его в грудь. Рэнди подбадривает брата, призывая его дать отпор. Слова Рэнди вновь вдохновляют Рипа, и, увидев, что Саманта в безопасности, он обретает второе дыхание и начинает одерживать верх над Зевсом. Бой разрушает ринг, Рип и Зевс продолжают сражаться на трибунах, а Брелл наблюдает за происходящим из комнаты управления.
Рип, наконец, ставит точку в матче, сбив Зевса с подиума на ринг далеко внизу. Расстроенный Брелл начинает крушить электрооборудование, разъяренный поражением Зевса. Рип со злостью бросается на Брелла, намереваясь отплатить ему за его проступки. Брелл отступает, но случайно натыкается на провода под напряжением, которые он обнажил во время своей тирады, и его бьет током. Победив своих врагов, Рип и Рэнди празднуют победу с друзьями.

## В ролях
- Халк Хоган — Рип
- Джоан Северанс — Саманта Мур
- Курт Фуллер — Брилл
- Томми «Тайни» Листер — Зевс
- Марк Пеллегрино — Рэнди
- Билл Хендерсон — Чарли
- Чарльз Левин — Ордвэй
- Дэвид Пэймер — Ангер
- Патрик О’Брайен — Крэйг
- Джип Свенсон — «Гаечный ключ» Перкинс
- Билл Иди — Джейк Пуля
- Стэн Хэнсен — неандерталец
- Ребекка Уэклер — мисс Тайдингс
- Брюс Тейлор — мистер Джонсона
- Джин Окерланд — в роли самого себя
- Джесси Вентура — в роли самого себя
- Говард Финкель — в роли самого себя
- Джоуи Марелла — в роли самого себя
- Рик Аллен — в роли безымянного рестлера

## Кассовые сборы
Фильм дебютировал на втором месте после «Индианы Джонса и последнего крестового похода» с продажами билетов в размере 4 957 052 долларов. В своей автобиографии Хоган пишет, что бюджет составил около восьми миллионов долларов. Винс Макмэн, финансировавший фильм, более или менее вышел в безубыток. В итоге продажи билетов составили 16 093 651 доллар.
Во время эпизода Monday Night Raw от 13 октября 1997 года Винс Макмэн пошутил: «Хоган обещал мне, что если фильм потеряет деньги, он вернет свою зарплату. Думаю, чек все ещё в пути». Это произошло во время Monday Night Wars и было частью ряда выпадов в адрес нового кинопроекта Хогана «Нападение на остров Дьявола». Комментатор Raw Джим Росс также шутил в конце 90-х годов: «„Все захваты разрешены“? Скорее, „Прибыль запрещена“».

## Оценки
Критики отнеслись к фильму отрицательно, на Rotten Tomatoes он получил 10 % одобрения на основе 21 рецензии.
Кинокритик Брайан Орндорф описал фильм как «чрезвычайно грубый, неапологетически манипулятивный и направленный непосредственно на легко развлекающихся 13-летних парней».
Майкл Уилмингтон из Los Angeles Times дал фильму положительную рецензию и написал: «Фильм никогда не воспринимает себя всерьез, а режиссёр Том Райт (телесериал „Красавица и чудовище“) весело проводит время с рестлинг-монтажами. Сам Хоган привлекателен на экране, как галантный плюшевый медведь, который выходит из себя каждые 10 минут или около того».
Джин Сискел из газеты Chicago Tribune простодушно заметил, что филь «совершенно лишен того качества кэмпа, который присущ телепередачам World Wrestling Federation».

## PPV-шоу
No Holds Barred: The Match/The Movie — PPV-шоу, производства американского рестлинг-промоушна World Wrestling Federation (WWF, ныне WWE). Программа вышла в эфир 27 декабря 1989 года и состояла из фильма «Все захваты разрешены» в полном объёме, за которым последовал матч, ранее записанный на записи Wrestling Challenge 12 декабря на арене Nashville Municipal Auditorium в Нашвилле, Теннесси, США.
Халк Хоган и Брутус Бифкейк победили Рэнди Сэвиджа и Зевса в матче в стальной клетке продолжительностью 10:27.